# Gynacantha nourlangie
Gynacantha nourlangie là loài chuồn chuồn trong họ Aeshnidae. Loài này được Theischinger & Watson mô tả khoa học đầu tiên năm 1991.

## Hình ảnh

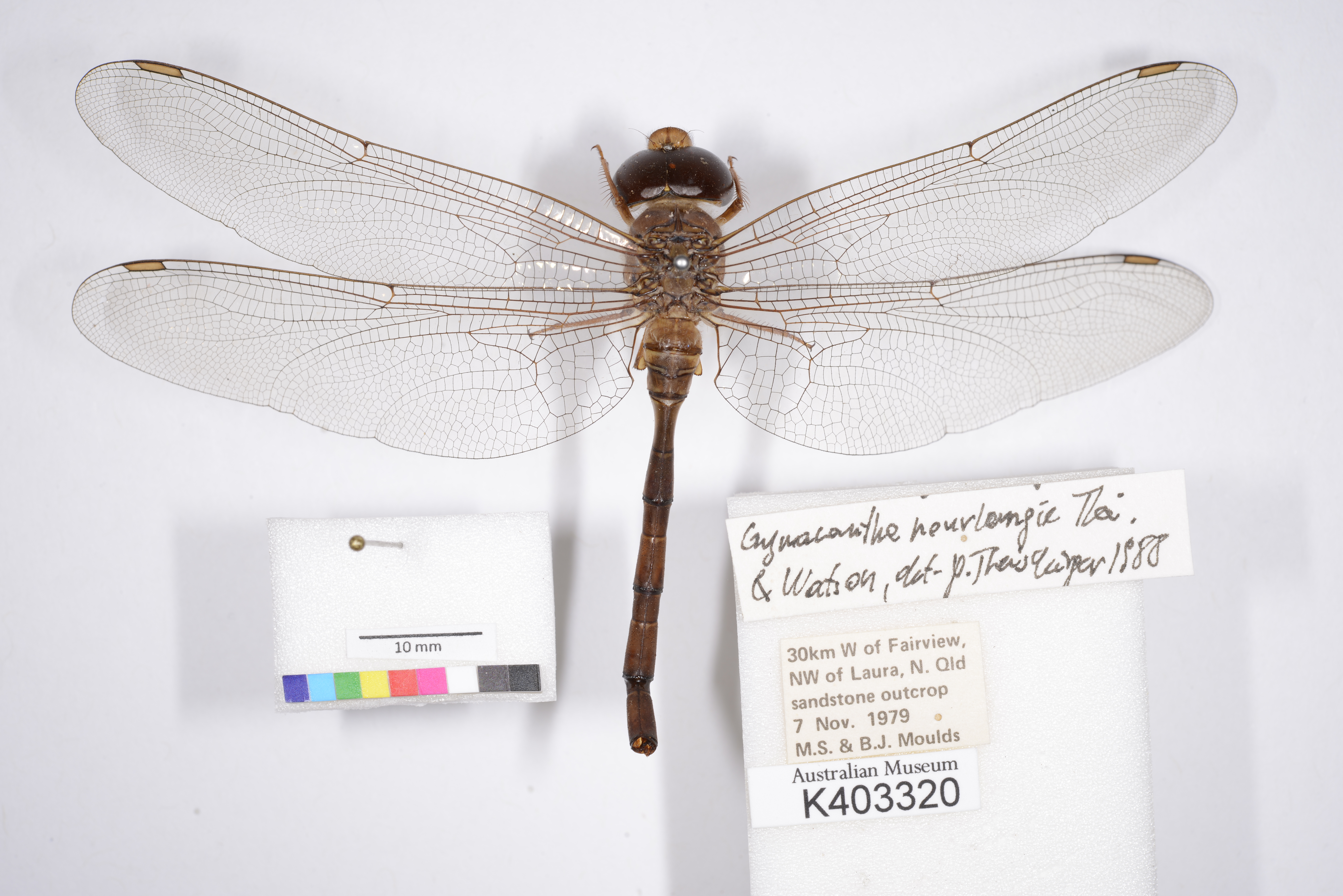